# 塩見允枝子
塩見 允枝子（しおみ みえこ、1938年12月13日 - ）は、岡山県岡山市生まれの現代音楽作曲家。

## 人物
1961年東京藝術大学楽理科卒業。作曲を長谷川良夫、音楽理論を柴田南雄に師事。在学中より「グループ音楽
」の一員として小杉武久、水野修孝、刀根康尚等と作曲・演奏活動を開始している。ナム・ジュン・パイクにフルクサスを紹介され、1964年に渡米しフルクサスに参加した。翌年帰国、1970年の結婚後は大阪を拠点にした。1990年代以降は電子テクノロジー音楽に傾倒。音楽と視覚、言語表現を融合させた藝術を追求し続けている。2014年（平成24年）4月京都市立芸術大学芸術資源研究センター特別招聘研究員。

## ディスコグラフィ

### アルバム
- An Incidental Story On The Day Of A Solar Eclipse #1#2#3  (1998年)
- Fluxus Suite (A Musical Dictionary Of 80 People Around Fluxus) (2002年)
- Fractal Freaks (2005年) ※ピアノ演奏 : 井上郷子
- 『音と詞の時空』 - The World Of Sounds And Words (2010年、フォンテック)

## 著書
- 『フルクサスとは何か？―日常とアートを結びつけた人々』フィルムアート社、2005年